# Quadrangle de Nemesis Tesserae
Le quadrangle de Nemesis Tesserae (littéralement :  quadrangle des tessères de Némésis), aussi identifié par le code USGS V-13, est une région cartographique en quadrangle sur Vénus. Elle est définie par des latitudes comprises entre 25° et 50° N et des longitudes comprises entre 150° et 180° E,. Il tire son nom des tessères de Némésis.